# 35 v. Chr.
Portal Geschichte | Portal Biografien | Aktuelle Ereignisse | Jahreskalender | Tagesartikel

◄ |
2. Jahrhundert v. Chr. |
1. Jahrhundert v. Chr. |
1. Jahrhundert |
►

◄ | 50er v. Chr. | 40er v. Chr. | 30er v. Chr. | 20er v. Chr. |
10er v. Chr. |
►

◄◄ | ◄ | 38 v. Chr. | 37 v. Chr. | 36 v. Chr. | 35 v. Chr. |
34 v. Chr. |
33 v. Chr. |
32 v. Chr. |
► |
►►
Staatsoberhäupter

## Geboren
- um 35 v. Chr.: Glaphyra kappadokische Prinzessin († um 7 n. Chr.)

## Gestorben
- Menodoros, kilikischer oder griechischer Pirat und Admiral
- Sextus Pompeius, römischer Feldherr (* um 68 v. Chr.)
- Varro Atacinus, römischer Dichter (* 82 v. Chr.)
- um 35 v. Chr.: Azes I., indo-skythischer König
- um 35 v. Chr.: Azilises, indo-skythischer König
- 35/34 v. Chr.: Sallust, römischer Historiker (* 86 v. Chr.)